# بنتينكية
بنتينكية (الاسم العلمي: Bentinckia)، جنس نخيل ينتمي إلى فصيلة النخلية. سُمي هذا الجنس نسبةً إلى ويليام هنري كافنديش-بنتينك، الحاكم العام الاستعماري للهند البريطانية. يضم هذا الجنس نوعين من النخيل، هما بنتينكية كوندابانا وبنتينكية نيكوبارية.

## التوزيع
تعد بنتينكية كوندابانا نباتًا متوطنًا في جنوب منطقة الغات الغربية، حيث توجد في المنحدرات الصخرية شديدة الانحدار في الغابات المطيرة الجبلية.
يقتصر وجود بنتينكية نيكوبارية على الغابات المطيرة المنخفضة في جزر نيكوبار.